# Victoria Azarenka
Victoria Fyódarauna Azarenka (tiếng Belarus: Вікторыя Фёдараўна Азаранка; sinh ngày 31 tháng 7 năm 1989) là tay vợt nữ người Belarus. Cô từng là tay vợt số 1 thế giới và hiện đang là tay vợt hạng 14 trên bảng xếp hạng WTA, tính tới ngày 1 tháng 2 năm 2016.
Victoria Azarenka giành danh hiệu đơn giải Úc Mở rộng 2012, trở thành tay vợt đầu tiên của Belarus vô địch một giải Grand Slam. Với chiến thắng này cô trở thành tay vợt đầu tiên từ vị trí thứ 3 vượt lên vị trí số 1 thế giới mà không phải qua vị trí thứ 2. Năm 2013, Azarenka bảo vệ thành công danh hiệu tại Úc Mở rộng sau chiến thắng trước Li Na. Cô từng giành danh hiệu đôi nữ Grand Slam giải Mỹ Mở rộng với Max Mirnyi năm 2007 và đôi nam nữ giải Pháp Mở rộng với Bob Bryan năm 2008, vào chung kết nội dung đôi nữ Pháp Mở rộng năm 2009 với tay vợt người Nga Elena Vesnina và vào bán kết giải đấu này vào năm 2013.

## Sự nghiệp

### 2005
Năm 2005, Azarenka vô địch giải Úc Mở rộng, Mỹ Mở rộng ở nội dung trẻ và giải ITF Junior Girls World Champion trong năm, đó là chiến tích của 1 tay vợt Belarus đầu tiên. Cô giành danh hiệu ITF tại Pétange, Luxembourg.

### 2012
Azarenka thi đấu tại giải quần vợt Úc Mở rộng với vị trí thứ 3 thế giới. Cô đánh bại Heather Watson, Casey Dellacqua, Mona Barthel và Iveta Benesova mà không để thua 1 set nào. Tại tứ kết chị tiếp tục thắng tay vợt hạt giống số 8 Agnieszka Radwanska sau 3 set với tỷ số: 6–7, 6–0, 6–2. Tại bán kết Azarenka tiếp tục đánh bại nhà đương kim vô địch giải Kim Clijsters 6–4, 1–6, 6–3 để vào chung kết gặp tay vợt số 4 thế giới là Maria Sharapova. Sau khởi đầu không tốt, Azarenka đã thắng 9 game liên tiếp để vô địch. Azarenka đã giành được danh hiệu Grand Slam nội dung đơn nữ lần đầu tiên trong sự nghiệp và vươn lên vị trí số 1 trên bảng xếp hạng WTA (từ ngày 30/1/2012). Azarenka có lần thứ 2 liên tiếp vào bán kết Wimbledon Championships, thua Serena Williams. Tại Mỹ Mở rộng, Azarenka lần đầu tiên vào chung kết và cũng thua Serena Williams 6–2 2–6 7–5 sau khi đã dẫn trước Serena 5–3 ở set quyết định. Azarenka cũng có 1 huy chương đồng đơn nữ và 1 huy chương vàng nội dung đôi nam nữ. Cô cũng có lần thứ 2 tham dự WTA Championships, thua Maria Sharapova ở bán kết 6–4 6–2. Azarenka kết thúc năm 2012 ở vị trí số 1.

### 2013
Azarenka tham dự Úc Mở rộng khi được xếp hạt giống số 1 và với cương vị 1 nhà đương kim vô địch. Sau chiến thắng trước Sloane Stephens ở bán kết, cô thắng Lý Na ở trận chung kết để có nãm thứ 2 liên tiếp vô địch giải. Tại Pháp Mở rộng, Azarenka vào bán kết, thua Sharapova. Tại Wimbledon, chấn thương tái phát trong trận đấu với Maria-Joao Koehler khiến Azarenka không thể tiếp tục thi đấu tại giải. Tại US Open, cô lần thứ 2 vào chung kết nhưng lại thua Serena Williams (7–5 6–7 6–1). Tại WTA Championships, Azarenka thua tại vòng bảng sau khi thua Jelena Jankovic 6–4 6–3 và thua Li Na 6–2 6–1.
Azarenka kết thúc năm ở vị trí số 2 thế giới.

## Sự nghiệp thi đấu

### Grand Slam

#### Đơn: 4 (2–2)
| Vị trí  | Năm  | Giải đấu   | Mặt sân | Đối thủ         | Tỷ số         |
| ------- | ---- | ---------- | ------- | --------------- | ------------- |
| Vô địch | 2012 | Úc Mở rộng | Cứng    | Maria Sharapova | 6–3, 6–0      |
| Á quân  | 2012 | Mỹ Mở rộng | Cứng    | Serena Williams | 2–6, 6–2, 5–7 |
| Vô địch | 2013 | Úc Mở rộng | Cứng    | Li Na           | 4–6, 6–4, 6–3 |
| Á quân  | 2013 | Mỹ Mở rộng | Cứng    | Serena Williams | 7–5 6–7 6–1   |

#### Đôi nữ: Á quân 3
| Năm  | Giải đấu      | Sân  | Đồng đội        | Đối thủ chung kết                              | Tỷ số         |
| ---- | ------------- | ---- | --------------- | ---------------------------------------------- | ------------- |
| 2008 | Úc Mở rộng    | Cứng | Shahar Pe'er    | Alona Bondarenko Kateryna Bondarenko           | 6–2, 1–6, 4–6 |
| 2009 | Pháp Mở rộng  | Nện  | Elena Vesnina   | Anabel Medina Garrigues Virginia Ruano Pascual | 1–6, 1–6      |
| 2011 | Úc Mở rộng(2) | Cứng | Maria Kirilenko | Gisela Dulko Flavia Pennetta                   | 6–2, 5–7, 1–6 |

#### Đôi nam nữ: 3 (2–1)

##### Vô địch(2)
| Năm  | Giải đấu     | Sân  | Đồng đội   | Đối thủ chung kết                 | Tỷ số         |
| ---- | ------------ | ---- | ---------- | --------------------------------- | ------------- |
| 2007 | Mỹ Mở rộng   | Cứng | Max Mirnyi | Meghann Shaughnessy Leander Paes  | 6–4, 7–6(8–6) |
| 2008 | Pháp Mở rộng | Nện  | Bob Bryan  | Katarina Srebotnik Nenad Zimonjić | 6–2, 7–6(7–4) |

##### Á quân(1)
| Năm  | Giải đấu   | Sân  | Đồng đội   | Đối thủ chung kết               | Tỷ số    |
| ---- | ---------- | ---- | ---------- | ------------------------------- | -------- |
| 2007 | Úc Mở rộng | Cứng | Max Mirnyi | Elena Likhovtseva Daniel Nestor | 4–6, 4–6 |

### Thành tích Grand Slam đơn nữ
| Grand Slam tournaments |     |     |     |      |     |      |      |      |       |
| Australian Open        | 1R  | 3R  | 3R  | 4R   | QF  | 4R   | W    | W    | 28–6  |
| French Open            | 1R  | 1R  | 4R  | QF   | 1R  | QF   | 4R   | SF   | 19–8  |
| Wimbledon              | 1R  | 3R  | 3R  | QF   | 3R  | SF   | SF   | 2R   | 21–7  |
| US Open                | 3R  | 4R  | 3R  | 3R   | 2R  | 3R   | F    |      | 18–7  |
| Win–Loss               | 2–4 | 7–4 | 9–4 | 13–4 | 7–4 | 14–4 | 21–3 | 13–2 | 86–29 |